# العلاج بالمعنى
العلاج بالمعنى (المعنوي) والذي طور على يد طبيب الاعصاب والطبيب النفسي «فيكتور فرانكل» حيث يعتبر (المدرسة الثالثه في فينيس للعلاج النفسي). إلى جانب التحليل النفسي لفرويد وعلم النفس الفردي لادلر. العلاج قائم على اساس التحليل الوجودي والتركيز على اراده «كييرغارد» للمعنى كبديل لمذهب ادلر (اراده السلطة) أو اراده فرويد للمتعه. تم ايجاد هذا العلاج على اساس الاعتقاد بانه هو السعي للعثور على معنى في حياة المرء، وهو الاساس واقوى تحفيز وقوى دافعه في البشر. هذه المقدمة الصغيره للنظام موجوده داخل كتاب فرانكل الأكثر شهره والمعروف باسم «بحث الرجال عن معنى», الذي يلخص فيه كيف ساعدته نظرياته على النجاة من تجربته في المحرقه وكيفيه تطوير هذه التجربة لتعزيز نظرياته.حاليا يوجد عددا من معاهد العلاج بالمعنى حول العالم.

## المبادئ الأساسية
```
أنشئ مفهوم العلاج بالمعنى مع الكلمة اليونانيه.يستند مفهوم فرانكل على فرضيه وهي ان القوه التحفيزيه الاساسيه للفرد هي العثور على معنى في هذه الحياه وفيما يلي قائمه تحتوي على المبادئ الاساسيه للعلاج بالمعنى:
```

-ان الحياه لها معنى تحت جميع الظروف حتى الأكثر بؤسا منها.
-ان دافعنا الاساسي للحياه هو ارادتنا لايجاد معنى في هذه الحياه.
-لدينا الحرية في العثور على معنى لما نفعله ولما نعانيه أو على الاقل في الموقف الذي نتخذه حين نواجه حاله من المعاناة غير قابله للتغير.
```
ويشار إلى الروح البشرية في العديد من افتراضات العلاج، ولكن استخدام مصطلح الروح في حد ذاته ليست (الروحية)أو (الدينيه)في راي فرانكل.الروح هي اراده الإنسان وبالتالي فان التركيز في البحث عن المعنى هو ليس في الضرورة البحث عن الله أو أي مخلوق خارق اخر.
[
4
]
 كما ولاحظ فرانكل الحواجز التي تحول دون سعي البشرية إلى المعنى في الحياه. وحذر فرانكل من الثراء والمتعة والمادية في عمليه البحث عن المعنى.
[
5
]

ظهر الهدف في الحياه والمعنى في الحياه في كتابات فرانكل الخاصة في العلاج بالعنى. وفيما يتعلق بالفراغ الوجودي واراده المعنى، فضلا عن الاخرين الذين لديهم نظريات وتحديد للاداء النفسي الإيجابي، ولاحظ فرانكل انه قد يكون هناك ضررا نفسيا عندما يتم منع الشخص من البحث عن المعنى وكان الغرض من الحياه الايجابيه والمعنى كان مرتبط بالمعتقدات الدينيه القويه والعضوية في مجموعات والتفاني من اجل قيضه وقيم الحياه والاهداف الواضحه وشملت نظريات تنميه الكبار ونضجهم على هدف في مفهوم الحياه ان النضج يؤكد على الفهم واضح لهدف الحياه والتوجه والتعمد الذي يسهم في في الشعور بان للحياه معنى.
[
6
]
```

```
تم تفعيل اختبار فرانكل بواسطه الهدف الذي قام به السيد (كرمبو)و (مايهوليك) الهدف من الحياه (بيل).
[
6
]
 الإجهاد الذي لايمكن السيطرة عليه واستخدام المواد.الاكتئاب وعدم التقيد بالذات
[
6
]
[
7
]
 وجد كرمبو ان السعي من اهداف نوتيك في اختبار الاغنيه وهو مقياس تكميلي من البيل في حين ان مقياس بيل يقيس وجود المعنى والاغنيه يقيس التوجه نحو المعنى درجات منخفضه في بيل ومرتفعه في الاغنيه والتنبؤ بنتائج أفضل في تطبيق العلاج بالمعنى.
[
8
]
```

### اكتشاف المعنى
وفقا لفرانكل، «يمكننا اكتشاف هذا المعنى في الحياة بثلاث طرق مختلفة: (1) من خلال خلق عمل أو القيام بعمل ما؛ (2) من خلال تجربة شيء ما أو مواجهة شخص ما؛ و (3) من خلال الموقف الذي نتخذه تجاه لا مفر منه يعانون» وأن«كل شيء يمكن أن تؤخذ من رجل ولكن شيء واحد: آخر من الحريات الإنسانية - لاختيار موقف واحد في أي مجموعة من الظروف». بمعنى المعاناة، يعطي فرانكل المثال التالي:
«مرة واحدة، استشرني طبيب عام مسن بسبب اكتئابه الشديد. لم يتمكن من التغلب على فقدان زوجته التي توفيت قبل عامين ومن كان يحبها قبل كل شيء. والآن كيف يمكن أن أساعده؟ ماذا يجب أن أخبره؟ أنا امتنعت عن إخباره بأي شيء، ولكن بدلاً من ذلك واجهته بسؤال:» ماذا كان سيحدث يا دكتور، إذا كنت قد توفيت أولاً، وكان على زوجتك البقاء على قيد الحياة بدونك؟" "أوه، «قال،» بالنسبة لها هذا كان من شأنه أن يكون فظيع؛ «إذا كنت قد عانيت!» فأجبت، «أنت ترى، يا دكتور، أن هذه المعاناة قد أفلت منها، وأنت من نجت من هذه المعاناة؛ ولكن الآن، عليك أن تدفع ثمنها من خلال البقاء على قيد الحياة والحداد عليها». وقال انه لا كلمة ولكن هزّ بيدي وبهدوء ترك المكتب.:178–179
178–179
شدد فرانكل على أن تحقيق قيمة المعاناة لا يكون ذا مغزى إلا عندما لا تتاح أول إمكانات إبداعية (على سبيل المثال، في معسكر اعتقال) وفقط عندما تكون هذه المعاناة حتمية - لم يكن يقترح أن يعاني الناس دون داعٍ: 115

## الأساس الفلسفي للعلاج بالمعنى
وصف فرانكول الآثار الفوقية السريرية للعلاج المنطقي في كتابه «الإرادة إلى المعنى: أسس وتطبيقات المعالجة المنطقية». كان يعتقد أنه لا يوجد أي علاج نفسي بمعزل عن نظرية الإنسان. وباعتباره عالماً نفسياً قائماً، فقد اختلف بطبيعته مع «النموذج الميكانيكي» أو «نموذج الجرذ»، لأنه يقوض نوعية الإنسان للبشر. بصفته طبيب أعصاب وطبيب نفساني، طور فرانكل وجهة نظر فريدة من الحتمية للتعايش مع الركائز الأساسية الثلاثة للعلاج المنطقي (حرية الإرادة). على الرغم من أن فرانكل اعترف بأن الإنسان لا يمكن أبدا أن يكون حرا من كل حالة، مثل محددات بيولوجية أو اجتماعية أو نفسية، بناء على خبرته خلال حياته في معسكرات الاعتقال النازية، إلا أنه يعتقد أن الإنسان «قادر على مقاومة وتحدى حتى أسوأ الشروط». في القيام بذلك، يمكن للإنسان أن ينفصل عن المواقف، بنفسه، ويختار موقفًا عن نفسه، ويحدد محدداته الخاصة، وبالتالي يصوغ شخصيته ويصبح مسؤولًا عن نفسه.

## وجهات النظر والعلاج

### التغلب على القلق
من خلال إدراك الغرض من ظروفنا، يمكن للمرء أن يتقن القلق. الحكايات حول هذا الاستخدام للعلاج بالطقس مقدمة من كاتب صحيفة نيويورك تايمز تيم ساندرز، الذي شرح كيف يستخدم مفهومه للتخفيف من ضغوط المسافرين من شركات الطيران من خلال سؤالهم عن الغرض من رحلتهم. عندما يفعل ذلك، بغض النظر عن مدى تعيسهم، تتغير سلوكهم بالكامل، ويظلون سعداء طوال الرحلة. بشكل عام، يعتقد فرانكل أن الشخص القلق لا يفهم أن قلقه هو نتيجة للتعامل مع الشعور «بالمسئولية التي لم يتم الوفاء بها»، وفي النهاية نقص في المعنى.

### علاج العصاب
يستشهد فرانكل بممرضين عصابيين: النية المفرطة، والنية القسرية تجاه بعض الأطراف مما يجعل هذه النهاية غير قابلة للتحقيق. والانعكاس المفرط، والاهتمام المفرط لنفسه الذي يخنق محاولات لتجنب العصاب الذي يعتقد المرء نفسه مهيأة. حدد فرانكل القلق الاستباقي، وهو الخوف من نتيجة معينة مما يجعل تلك النتيجة أكثر احتمالا. للتخفيف من القلق الاستباقي ومعالجة العصيات الناتجة عن ذلك، يقدم العلاج المنطقي نية متناقضة، حيث ينوي المريض القيام بعكس هدفه المفرط.
إن الشخص الذي يخشى (أي يختبر قلقًا استباقيًا) لا يحصل على نوم هانئ قد يحاول جاهداً (وهذا هو النية المفرطة) للنوم، وهذا من شأنه أن يعوق قدرته على القيام بذلك. يوصي أخصائي العلاج الطبيعي، إذن، أن يذهب الشخص إلى الفراش ويحاول عمدا ألا يغفو. وهذا من شأنه تخفيف القلق الاستباقي الذي أبقى الشخص مستيقظًا في المقام الأول، مما يسمح لهم بالنوم في فترة زمنية مقبولة.

### الاكتئاب
يعتقد فيكتور فرانكل أن الاكتئاب حدث على المستويات النفسية والفسيولوجية والروحية. على المستوى النفسي، كان يعتقد أن الشعور بعدم الكفاءة ينبع من القيام بمهام تتجاوز قدراتنا. على المستوى الفسيولوجي، أدرك «منخفض حيوي»، والذي وصفه بأنه «تناقص في الطاقة المادية». أخيرا، يعتقد فرانكل أنه على المستوى الروحي، يواجه الرجل المكتئب التوتر بين من هو في الواقع فيما يتعلق بما يجب أن يكون. يشير فرانكل إلى هذا باعتباره الهاوية المتصدعة. ر وأخيرًا، يقترح فرانكيل أنه إذا بدت الأهداف بعيدة المنال، فإن الفرد يفقد إحساسًا بالمستقبل، مما يعني أن يؤدي إلى الاكتئاب. وهكذا يهدف العلاج المنطقي إلى «تغيير موقف المريض تجاه مرضه وكذلك تجاه حياته كمهمة».

### اضطراب الوسواس القهري
يعتقد فرانكل أن أولئك الذين يعانون من اضطراب الوسواس القهري يفتقرون إلى الإحساس بالانتهاء الذي يمتلكه معظم الأفراد الآخرين. بدلاً من محاربة الميول لتكرار الأفكار أو الأفعال، أو التركيز على تغيير الأعراض الفردية للمرض، يجب أن يركز المعالج على «تغيير موقف العصب نحو عصابهم». لذلك، من المهم إدراك أن المريض «ليس مسؤولاً عن أفكاره الهوسية»، لكنه «مسؤول بالتأكيد عن موقفه تجاه هذه الأفكار». اقترح فرانكلين أنه من المهم أن يتعرف المريض على ميله نحو الكمال. كمصير، وبالتالي، يجب أن يتعلم قبول بعض درجات عدم اليقين. في نهاية المطاف، بعد فرضية المعالجة المنطقية، يجب على المريض في نهاية المطاف تجاهل أفكاره الوسواسية وإيجاد معنى في حياته على الرغم من هذه الأفكار.

### انفصام في الشخصية
على الرغم من أن العلاج المنطقي لم يكن يهدف إلى التعامل مع الاضطرابات الشديدة، إلا أن فرانكل يعتقد أن العلاج المنطقي يمكن أن يفيد حتى أولئك الذين يعانون من مرض انفصام الشخصية. تعرف على جذور الفصام في الفشل الفسيولوجي. في هذا الخلل، يعاني الشخص المصاب بالفصام نفسه كجسم بدلاً من كونه موضوعًا. اقترح فرانكلين أن الشخص المصاب بالفصام يمكن أن يساعده العلاج المنطقي من خلال تعليمه أولاً تجاهل الأصوات وإنهاءالملاحظه والمراقبة الذاتية ، خلال هذه الفترة نفسها، يجب أن يقاد الشخص المصاب بالفصام إلى نشاط ذي معنى، حيث «حتى بالنسبة للفصام لا يزال هناك بقايا الحرية تجاه القدر ونحو المرض الذي يمتلكه الإنسان دائمًا، بغض النظر عن مدى سوء حالته، كل المواقف وفي كل لحظة من الحياة، حتى آخرها».:216

### المرضى المصابين بأمراض قلبية
في عام 1977، أجرى تيري زويلكه وجون واتكنز دراسة تحلل فعالية المعالجة المنطقية في علاج المرضى الذين يعانون من إصابتها بأمراض قلبية. استخدم تصميم الدراسة 20 متطوعًا من إدارة شؤون المحاربين القدامى تم اختيارهم عشوائياً لإحدى عيادتين محتملتين - (1) المجموعة التي تلقت جلسات من 8 إلى 45 دقيقة على مدى أسبوعين و (2) تم استخدام المجموعة كمجموعة تحكم تأخرت في العلاج. تم اختبار كل مجموعة على 5 مستويات - مقياس MMPI K Scale ، مقياس MMPI L ، مقياس مقياس القلق، مقياس تقييم قصير للأمراض النفسية، واختبار الغرض من الحياة. أظهرت النتائج وجود فرق معنوي شامل بين مجموعات السيطرة والعلاج. في حين أظهرت التحليلات أحادي المتغير أن هناك اختلافات كبيرة في المجموعة 3/5 من التدابير التابعة. تؤكد هذه النتائج على فكرة أن المرضى الذين يعانون من أمراض مستعصية يمكن أن يستفيدوا من العلاج المنطقي في التعامل مع الموت. [

## النقد

### الاستبداد
لقد جادل رولو مايو بأن العلاج المنطقي هو، في جوهره، هو النظام السلطوي. وأشار إلى أن علاج فرانكل يمثل حلاً سهلاً لجميع مشاكل الحياة، وهو تأكيد قد يبدو أنه يقوض تعقيد الحياة البشرية نفسها. وقد ادعى أنه إذا لم يستطع المريض العثور على معناه الخاص، فإن فرانكل سيوفر هدفًا لمريضه. في الواقع، فإن هذا من شأنه أن ينفي المسؤولية الشخصية للمريض، وبالتالي «يقلل من شأن المريض كشخص». أجاب فرانكل صراحة على حجج مايو من خلال حوار مكتوب، أثاره مقال الحاخام روفين بولكا «هل اللاجوتية السلطوية؟» أجاب فرانكل بأنه جمع وصف الدواء، إذا لزم الأمر، مع المعالجة المنطقية، للتعامل مع رد فعل الشخص النفسي والعاطفي للمرض، وأبرز مجالات الحرية والمسؤولية، حيث يكون الشخص حرًا في البحث وإيجاد المعنى.

### الورع
تفترض وجهات النظر الحاسمة لحياة مؤسس لوغوثيرابي وعمله أن خلفية فرانكل الدينية وتجربة المعاناة يوجهان مفهومه عن المعنى داخل حدود الشخص [ ، وبالتالي فإن هذا العلاج يقوم على رؤية فيكتور فرانكل.
تحدث فرانكل علناً وكتب عن الدين والطب النفسي طوال حياته، وتحديدًا في كتابه الأخير، «بحث الإنسان عن المعنى الحقيقي» (1997). وأكد أن كل شخص لديه وعي روحاني، بغض النظر عن وجهات النظر الدينية أو المعتقدات، ولكن مفهوم فرانكل من اللاوعي الروحي لا يستلزم بالضرورة التدين. وبكلمات فرانكل: «صحيح، العلاج بالمعنى، يتعامل مع الشعارات. انها تتعامل مع المعنى. على وجه التحديد، أرى العلاج المعنوي في مساعدة الآخرين على رؤية معنى في الحياة. لكننا لا نستطيع» إعطاء«معنى لحياة الآخرين. وإذا كان هذا ينطبق على المعنى في حد ذاته، فكم قيمته معناه النهائي؟» منحت الجمعية الأمريكية للطب النفسي فيكتور فرانكل جائزة أوسكار فستر عام 1985 (للمساهمات الهامة في الدين والطب النفسي).

## التطورات الاخيرة
منذ تسعينات القرن العشرين، تطورت المعالجة المنطقية إلى علاج للمعنى. حاول وونغ ترجمة المعالجة المنطقية إلى آليات نفسية لجعلها أكثر ملاءمة لمجتمع علم النفس الأوسع. إن هذا التمديد لا يدمج فقط معنى المعنى بالمعالجة السلوكية الإدراكية والعلاج النفسي الإيجابي، بل يربط أيضًا معنى المعنى مع بحث علم النفس الإيجابي حول المعنى. تطور جديد آخر هو تطبيق المعالجة المنطقية على الرعاية التلطيفية. تطرح هذه التطورات الأخيرة المعالجة المنطقية لفيكتور فرانكل لجيل جديد وتمتد تأثيره إلى مجالات أبحاث جديدة.</ref>

## المواقع
وقد تم افتتاح عدد من معاهد العلاج الطبيعي في مختلف البلدان حول العالم وتشمل:

### افريقيا
معهد فيكتور فرانكل بجنوب إفريقيا 

### اسيا
مركز فيكتور فرانكل للعلاج بالجلود في إسرائيل 

### أوروبا
معهد فيكتور فرانكل - فيينا، النمسا 
معهد فيكتور فرانكل بأيرلندا 
معهد لوغوثيروجا الفنلندي 
معهد فيكتور فرانكل لوغووثيرابي - براغ، جمهورية التشيك 

### أمريكا الشمالية
معهد فيكتور فرانكل لوغووثيرابي - مدينة نيويورك 
معهد العلاج المعنوي، بيركلي، كاليفورنيا 
معهد فيكتور فرانكل لوغووثيرابي - أبيلين، تكساس 
معهد أريزونا للعلاج بالوخز 
المعهد الكندي للعلاج بالماء - أوتاوا، كندا 

### عبر الإنترنت
معهد فيكتور فرانكل للعلاج بالجلد 

## روابط خارجية
- Viktor and I, the Film 2011
- Viktor Frankl Institute Vienna
- Viktor Frankl Institute of Logotherapy